# Honda Avancier
La Honda Avancier (in giapponese: ホンダ ・ アヴァンシア, Honda Avuanshia) è un'autovettura prodotta dalla casa automobilistica giapponese Honda dal 1999 al 2003.

## Descrizione
Al lancio avvenuto nel 1999, la Honda Avancier era disponibile con un motore a quattro cilindri in linea F23A VTEC da 2,3 litri che erogava 110 kW (150 CV) ed era accoppiato a una trasmissione automatica a 4 velocità o un motore VTEC V6 J30A da 3,0 litri che produceva 160 kW (218 CV) abbinato a un cambio automatico a 5 marce. L'Avancier era realizzata sulla piattaforma della Honda Accord di sesta generazione.
La vettura era dotata di serie della sola trazione anteriore, ma in opzione era disponibile la trazione integrale. La versione dotata del motore V6 era dotata di un sistema chiamato Intelligent Highway Cruise Control (IHCC), che utilizzava un radar per determinare e mantenere la distanza di sicurezza con l'auto davanti ed era in grado di mantenerne anche la velocità.
La produzione dell'Avancier cessò nel 2003.